# Kläpptjärnen (Offerdals socken, Jämtland)
Kläpptjärnen är en sjö i Krokoms kommun i Jämtland och ingår i Indalsälvens huvudavrinningsområde. Sjön har en area på 0,0767 kvadratkilometer och ligger 354,9 meter över havet.

## Delavrinningsområde
Kläpptjärnen ingår i det delavrinningsområde (704871-140079) som SMHI kallar för Utloppet av Storvågen. Medelhöjden är 398 meter över havet och ytan är 23,27 kvadratkilometer. Räknas de 42 avrinningsområdena uppströms in blir den ackumulerade arean 414,6 kvadratkilometer. Ytterån (Ålfloån) som avvattnar avrinningsområdet har biflödesordning 2, vilket innebär att vattnet flödar genom totalt 2 vattendrag innan det når havet efter 298 kilometer. Avrinningsområdet består mestadels av skog (74 procent). Avrinningsområdet har 1,11 kvadratkilometer vattenytor vilket ger det en sjöprocent på 4,8 procent.